# Forstamt Kranichstein
Das Forstamt Kranichstein ist ein Bauwerk in Messel.

## Geschichte und Beschreibung
Das Forstamt Kranichstein wurde unter Landgraf Ernst Ludwig Anfang des 18. Jahrhunderts im damaligen Darmstädter Forst erbaut.
Das Anwesen war im 18. Jahrhundert Sitz der Oberförster des Arheilger Forstes.
Im Jahre 1785 erfolgte der Umbau des früher eingeschossigen Gebäudes zu einem zweigeschossigen Haus mit einem Mansarddach.
Es ist das einzige noch erhaltene Forsthaus im Darmstädter Wald dieser Umbaustufe.
Unter der im Jahre 1899 angebrachten Holzverschindelung befindet sich wahrscheinlich Fachwerk.
Eine ältere Scheune aus Bruchsteinmauerwerk bildet den Hofabschluss.
Das Haus wurde bis Ende 1975 als Oberförsterei genutzt.

## Denkmalschutz
Aus architektonischen und stadtgeschichtlichen Gründen ist das Bauwerk ein Kulturdenkmal.